# Väinö Kirstinä
Väinö Antero Kirstinä, född 29 januari 1936 i Tyrnävä, död 23 september 2007 i Helsingfors, var en finländsk författare.
Kirstinä avlade filosofie kandidatexamen 1963. Han debuterade 1961 med en samling traditionell naturlyrik men blev snart en av den experimentella modernismens främsta företrädare. Han slog igenom med diktsamlingen Luonnollinen tanssi (1965), vilken betecknats som en av årtiondets märkligaste arbeten inom den finska lyriken. Därefter framträdde han sparsamt; bland annat märks diktsamlingen Elämäni ilman sijaista (1977). Han gjorde sig även känd som diktanalytiker och som instruktör för nybörjarförfattare. Han utgav 2003 essäsamlingen Puutarhassa och 2005 Kirjailijan tiet.
Åren 1977–1982 var han länskonstnär i Tavastehus län.
Han var sedan 1966 gift med professor Leena Kirstinä.

## Priser och utmärkelser
- 1962 – Kalevi Jäntti-priset[4]
- 1981 – Eino Leino-priset[5]
- 1986 – Väinö Linna-priset[6]
- 1992 – Pro Finlandia-medaljen[7]